# Jasseniwskyj
Jasseniwskyj (ukrainisch Ясенівський; russisch Ясеновский/Jassenowski) ist eine Siedlung städtischen Typs im Süden der ukrainischen Oblast Luhansk mit etwa 9000 Einwohnern.
Der Ort gehört administrativ zur Stadtgemeinde der 15 Kilometer südöstlich liegenden Stadt Rowenky und bildet eine eigene Siedlungsratsgemeinde zu der auch das Dorf Krasnyj Kolos (Красний Колос), die Oblasthauptstadt Luhansk befindet sich 45 Kilometer nordöstlich des Ortes, nördlich des Ortes fließt der Fluss Mala Kamjanka (Мала Кам'янка).
Jasseniwskyj wurde 1892 als Bergarbeitersiedlung gegründet, trug zunächst den Namen Lobowka (russisch und ukrainisch Лобовка) und wurde 1938 wurde der Ort zu einer Siedlung städtischen Typ erhoben, gleichzeitig wurde der Ort in Schachty Nr. 33-37 (Шахти N33-37), 1954 erfolgt dann die Umbenennung auf den heutigen Namen, dieser leitet sich vom ukrainischen Wort „Jassen“ (Ясен) für Esche ab. Seit Sommer 2014 ist der Ort im Verlauf des Ukrainekrieges durch Separatisten der Volksrepublik Lugansk besetzt.